# Augustus Lukeman

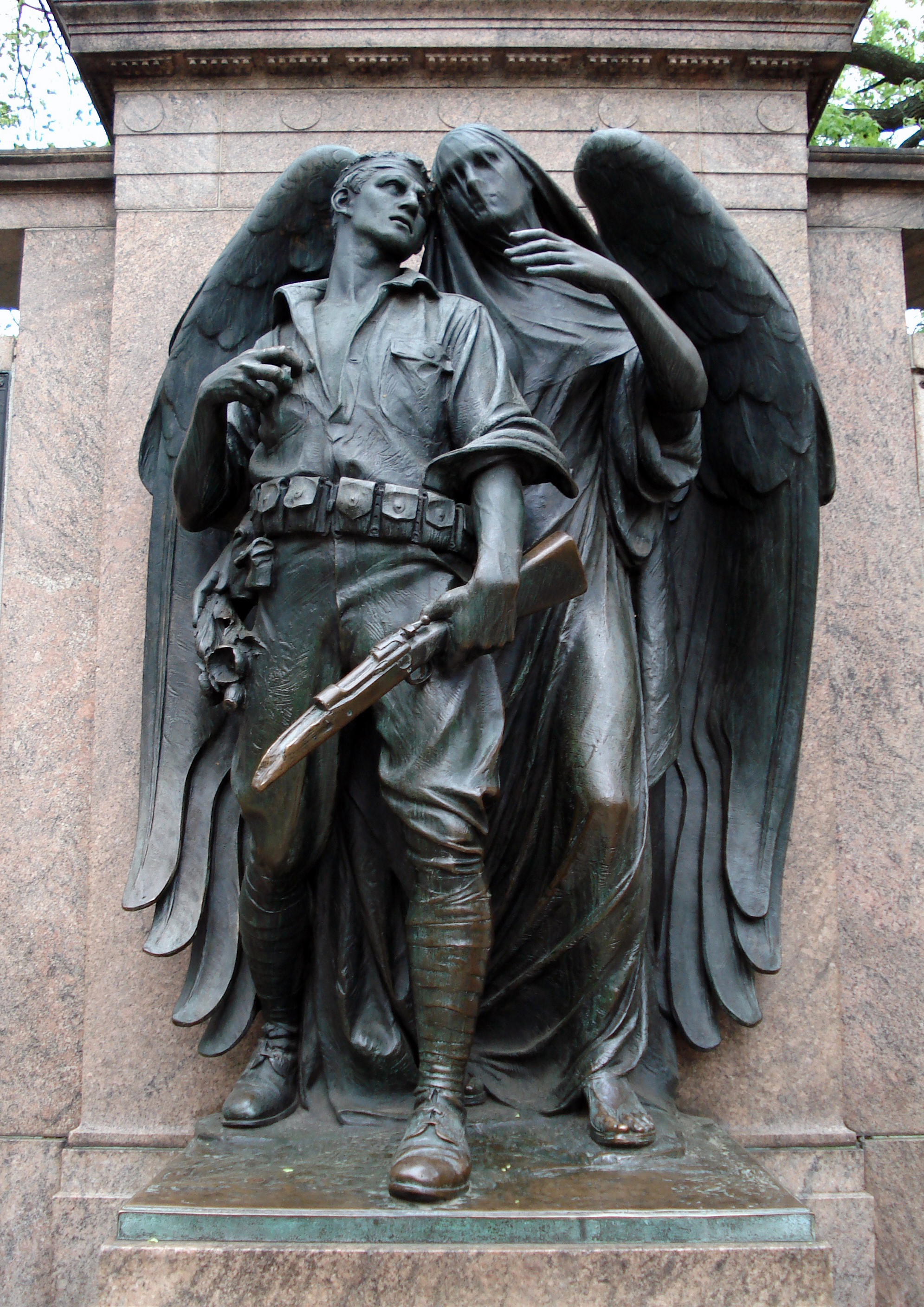
Detalj av minnesmärke över första världskriget i Prospect Park i Brooklyn i New York

Henry Augustus Lukeman, född 28 januari 1871 i Richmond i Virginia, död 3 april 1935, var en amerikansk skulptör.
Augustus Lukeman var en av samtidens mest framstående konstnärer i USA, fick sin utbildning i Paris och erhöll sedan i hemlandet, särskilt i New York en mängd uppdrag och utförde statyrer, grupper för byggnaders utsmyckning med mera. År 1920 restes hans krigsmonument i Brooklyn. Han fick även uppdrag att färdigställa Stone Mountain Memorial i Georgia.